# Komitee für Proletarische Einheit
Das Komitee für Proletarische Einheit war eine mehrere hundert Mitglieder zählende kommunistische Widerstandsgruppe gegen den Nationalsozialismus mit Schwerpunkt in Hannover, die sich im Wesentlichen aus Mitgliedern der sogenannten Versöhnler-Strömung innerhalb der KPD, aber auch der SPD, KPD-O und SAPD-Mitgliedern zusammensetzte. Eine intensive Zusammenarbeit entwickelte die Gruppe dabei mit südniedersächsischen SAPD-Strukturen um den späteren IG-Metall-Vorsitzenden Otto Brenner. Die Organisation entstand um 1930 aus einem Kreis um den Hannoverschen KPD-Funktionär Eduard Wald und legte seinen Schwerpunkt auf die Arbeit in Betrieb und Gewerkschaft. Das Komitee legte als eine der ersten Organisationen im Sommer 1933 eine mit „Was soll man tun?“ betitelte Bilanz der kampflosen Niederlage der Arbeiterbewegung gegen den Nationalsozialismus vor, in welcher anders als in den Einschätzungen von SPD und KPD von einer vernichtenden Niederlage und einer längerfristigen Etablierung der NSDAP an der Macht ausgegangen wird. Das Komitee, das die Zeitung Klassenkampf und mehrere Betriebszeitungen herausgab, wurde 1935/36 nach der Einschleusung eines Spitzels von der Gestapo zerschlagen.

## Weitere Mitglieder
- Arthur Gerlt (1903–1996)[1]